# Vekoslav Grmič

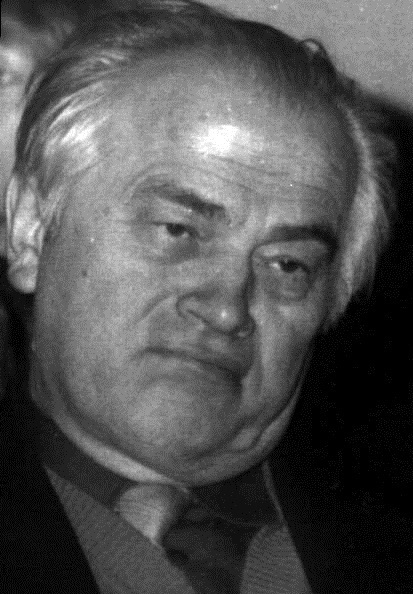
Vekoslav Grmič

Vekoslav Grmič (Dragotinci bij Sveti Jurij ob Ščavnici, 4 juni 1923 – Ljubljana, 21 maart 2005) was een Sloveens bisschop.
Grmič studeerde theologie aan de theologische faculteit van de Universiteit van Ljubljana en Maribor en werd 29 juni 1950 tot rooms-katholiek priester gewijd. In 1961 werd hij hoogleraar aan de Universiteit van Ljubljana. In 1968 werd Grmič gewijd tot titulair bisschop van Uchi Maius en hulpbisschop van Maribor. Hij werd na de dood van bisschop Maksimilijan Držečnik in mei 1978 vicaris. Door de nieuwe paus Johannes Paulus II werd Grmič in februari 1979 naar Rome ontboden. Tijdens het gesprek met Johannes Paulus II werd volgens Vekoslav Grmič een groot verschil in hun houding jegens het socialistische bewind duidelijk. Volgens hem was het daarom geen verrassing dat hij voor de bisschopsbenoeming werd gepasseerd. Grmič bleef hulpbisschop tot aan zijn ontslag in 1980.
Grmič beschouwde zich als een overtuigd socialist en titoïst. Vanwege zijn betrokkenheid bij een "eigen weg naar het socialisme" vanuit zijn religieuze inspiratie noemde Grmič zichzelf een bevrijdingstheoloog en sprak hij regelmatig over zijn "socialistische theologie". Volgens Grmič moest de Kerk meer aandacht schenken aan structuren van onrechtvaardigheid en geweld. Hij was een van de Joegoslavische theologen die in de jaren zeventig deelnamen aan de dialoog met de marxisten. Op binnenkerkelijk vlak kritiseerde hij de "ambtskerk" en pleitte hij voor meer taken voor leken.
Hij onderhield nauwe contacten met de internationale socialistische beweging en progressieve rooms-katholieken. Hij schreef ruim veertig boeken die over uiteenlopende onderwerpen handelen, waaronder het moderne atheïsme, bevrijdingstheologie en de intellectuele vernieuwing van de Rooms-Katholieke Kerk. Hij publiceerde onder meer in Concilium. Na de kritische maatschappelijke debatten in Slovenië vanaf 1986 en de afschaffing van het partijmonopolie in 1989 nam zijn invloed af.
Voor- en tegenstanders wijzen op het gebrek aan kritische distantie tegenover de ideologie van het arbeiderszelfbestuur en Joegoslavische politieke bestel. Hij leek weinig aandacht te hebben voor de onderdrukking van de Kerk en gelovigen, zoals de verbranding van de aartsbisschop Anton Vovk. Hij was actief binnen de Vereniging van Cyrillus en Methodius, een organisatie voor priesters die niet protesteerde tegen de overheidsinmenging in interne kerkelijke zaken. Anderzijds heeft Grmič er met het lezen van herdenkingsmissen en redes op herdenkingsmanifestaties van partizanen en het Sloveens Bevrijdingsfront voor gezorgd, dat de grote rol die de Katholieke Kerk en de geestelijkheid speelde tijdens het verzet niet vergeten werd. Daarmee stelde hij zich op tegen de groeiende invloed van geestelijken uit de politieke migratie, zoals aartsbisschop Franc Rode, die de collaboratie van sommige geestelijken (zie Domobranci) in overwegend Zuidoost-Slovenië vergoelijkten door op het gevaar van het communisme te wijzen.
Na zijn overlijden hield het Sloveense parlement twee minuten stilte in acht.

## Uitspraak
"Ik heb bewezen dat gelovige katholieken betere socialisten kunnen zijn dan niet-gelovigen, omdat zij de waarden van het Evangelie hooghouden, en deze waarden zijn socialistische waarden."

## Werk
- O Bogu, Ljubljana : Cirilsko društvo slovenskih bogoslovcev, 1966
- Nauk o poslednjih rečeh - Eshatologija, Ljubljana : Cirilsko društvo slovenskih bogoslovcev, 1967
- O Bogu stvarniku in stvareh, Ljubljana : Cirilsko društvo slovenskih bogoslovcev, 1967
- Krščanska osebnost v Cerkvi na Slovenskem, Ljubljana : Naše tromostovje, 1970
- O krščanskem verovanju, 1970
- Reël bestaand socialisme in het licht van de christelijke theologie, 1982
- Christentum und Sozialismus : Beitrage zu einer weltverantwortlichen Theologie unter besonderer Berücksichtigung der Situation in Slowenien, Klagenfurt : Drava, 1988
- Ne pozabimo : pomniki naj ostanejo zapisani v naša srca, Ljubljana : Unigraf : Društvo piscev zgodovine NOB, 1998
- Ušeničnikovo razumevanje umetnosti - literature, 1994

- Bibliothèque nationale de France: cb12175364b (data)
- Gemeinsame Normdatei: 129382698
- International Standard Name Identifier: 0000 0000 3211 6244
- Library of Congress Control Number: n92067140
- Nederlandse Thesaurus van Auteursnamen: 074942905
- Système universitaire de documentation: 118928333
- Virtual International Authority File: 73896238
- WorldCat: E39PBJtCFY4QhjyQbkHcMtFHYP